# Киселёв, Сергей Владимирович (депутат)
Сергей Владимирович Киселёв (род. 27 сентября 1968; Томск, РСФСР, СССР) — казахстанский общественный деятель. Заслуженный деятель Казахстана (2017).

## Биография
Сергей Владимирович Киселёв Родился 27 сентября 1968 года в городе Томске.
В 1989 году окончил Красноярское высшее военное училище радиоэлектроники противовоздушной обороны по специальности «Инженер по эксплуатации радиотехнических средств».
В 1996 году окончил Высшую Школу права «Адилет» по специальности юрист.

## Трудовая деятельность
С 1994 по 1996 годы — Заместитель Генерального директора ТОО «Цесна - Сайран».
С 1996 по 2004 годы — Директор ТОО «Юрист», ТОО «Компания ЮрИнфо».
С 2001 по 2002 годы — Секретарь Союза судей Республики Казахстан.
С 2003 года — Директор Фонда формирования правовой культуры.
С 15 сентября 2007 по 1 декабря 2010 года — Генеральный директор ТОО «Евразия+ОРТ» (Телеканал «Первый канал Евразия»).
С 1 августа 2012 по 19 декабря 2024 года — Генеральный директор "Первый канал Евразия".ТОО «Евразия+ОРТ» 

## Выборные должности, депутатство
С 2003 по 2004 годы — Депутат Алматинского городского маслихата.
С 2004 по 2007 годы — Депутат Мажилиса Парламента Республики Казахстан ІІІ созыва от избирательного округа № 3 г. Алматы, член Комитета по законодательству и судебно—правовой реформе Мажилиса Парламента Республики Казахстан. член депутатской группы «Аймак». член постоянной комиссии по правовым вопросам межпарламентской ассамблеи СНГ (2004—2007).

## Награды и звания
- Орден Дружбы (28 февраля 2023 года, Россия) — за заслуги в развитии средств массовой информации и многолетнюю добросовестную работу[3]
- Медаль «10 лет Конституции Республики Казахстан» (2005)
- Медаль «10 лет Парламенту Республики Казахстан» (2006)
- Лауреат премии Президента Республики Казахстан за творческий вклад в развитие казахстанской телевизионной журналистики (2013)[4][5][6]
- Указом Президента Республики Казахстан от 7 декабря 2017 года присвоено почётное звание «Қазақстанның еңбек сіңірген қайраткері» (Заслуженный деятель Республики Казахстан).[7][8]
- Благодарственное письмо Первого Президента Республики Казахстан.